# 코랏고원

코랏고원의 지도

코랏고원(Khorat Plateau)은 동남아시아 태국 이산 지방(동북부)에 있는 고원이다. 이산이라는 말과 코랏고원은 모두 같은 지역을 나타내지만, 이산은 지방명으로서, 코랏고원은 지리적 명칭으로서 사용된다.

## 개요
코랏은 나콘랏차시마주의 주청 소재지의 속칭이다. 방콕 쪽에서 코랏고원에 진입할 때는 보통, 나콘 랏차시마로 향한다. 방콕에서 나콘 랏차시마에 이르기까지의 길이 비탈길이 많이 있지만, 나콘 랏차시마에 들어가면, 평지로 바뀌어, 마치 나콘 랏차시마의 평지인 것 같이 보이는 것아서 이 명칭이 생겨났다.

## 지리
코랏고원의 평균 고도는 200m로, 155,000km의 면적을 가진다. 고원은 접시형으로 되어 있지만, 약간 경사져서 메콩강에 흘러드는 문강과 치강에 깎여져, 방콕 반대쪽인 라오스 측에 향해 열려 있다. 고원의 서쪽에는 펫차분산맥이 펼쳐져 있고, 이것이 코랏고원과 태국 중부, 북부를 경제적 지위를 다르게 하고 있다. 코랏고원의 북쪽 및 동쪽은 메콩강이 흐르고 있고, 이것이 고원의 경계선이 된다. 고원 남쪽에는 캄보디아와의 국경선이기도 한 동렉산맥이 고원 남부의 경계선을 이루고 있다.

## 날씨
서남쪽에서 오는 몬순을 코랏고원의 동쪽과 남쪽의 산지가 막고 있어, 코랏고원은 몬순으로부터 차단되어 강우량이 적다. 태국 중부의 연간 평균 강수량이 1500mm인 반면, 고원의 남서부에 위치하는 나콘 랏차시마 주에서는 연간 평균 강수량은 1150mm가 되고 있다. 게다가 코랏고원은 태국의 다른 지역에 비해, 배수가 잘 되지 않는 토양이기 때문에, 홍수와 가뭄의 영향을 쉽게 받는 특징이 있다. 이것은 최근 개발이 진행되어 농업 기술이 갖추어질 때까지, 코랏고원(혹은 이산)에 큰 영향을 계속 주어 이산을 빈곤 지역으로 만든 요인이었다.

## 같이 보기
- 태국의 주
- 이산